# Angst in My Pants
Angst in My Pants è l'undicesimo album in studio del gruppo musicale statunitense Sparks, pubblicato nel 1982.

## Tracce
Side 1
1. Angst in My Pants – 3:25
2. I Predict – 2:50
3. Sextown U.S.A. – 2:56
4. Sherlock Holmes – 3:34
5. Nicotina – 3:26
6. Mickey Mouse – 3:16

Side 2
1. Moustache – 3:28
2. Instant Weight Loss – 3:27
3. Tarzan and Jane – 3:18
4. The Decline and Fall of Me – 2:53
5. Eaten by the Monster of Love – 2:58